# Kék szajáka
A kék szajáka (Thraupis sayaca) a madarak osztályának verébalakúak (Passeriformes) rendjébe és a tangarafélék (Thraupidae) családjába tartozó faj.

## Rendszerezése
A fajt Carl von Linné svéd természettudós írta le 1840-ben, a Tanagra nembe Tanagra Sayaca néven. Sorolják a Tangara nembe Tangara sayaca néven is.

## Alfajai
- Thraupis sayaca boliviana Bond & Meyer de Schauensee, 1941
- Thraupis sayaca obscura Naumburg, 1924
- Thraupis sayaca sayaca (Linnaeus, 1766)[2]

## Előfordulása
Dél-Amerikában, Argentína, Bolívia, Brazília, Kolumbia, Paraguay, Peru, Uruguay és Venezuela területén honos. Természetes élőhelyei a szubtrópusi és trópusi síkvidéki esőerdők és cserjések, valamint legelők, szántóföldek, másodlagos erdők, vidéki kertek és városi régiók. Vonuló faj.

## Megjelenése
Testhossza 17 centiméter, testtömege 28-34 gramm.
|  |

## Természetvédelmi helyzete
Az elterjedési területe rendkívül nagy, egyedszáma pedig stabil. A Természetvédelmi Világszövetség Vörös listáján nem fenyegetett fajként szerepel.